# Azeta exea
Azeta exea là một loài bướm đêm trong họ Erebidae.